# Eisschnelllauf-Mehrkampfweltmeisterschaft 2004

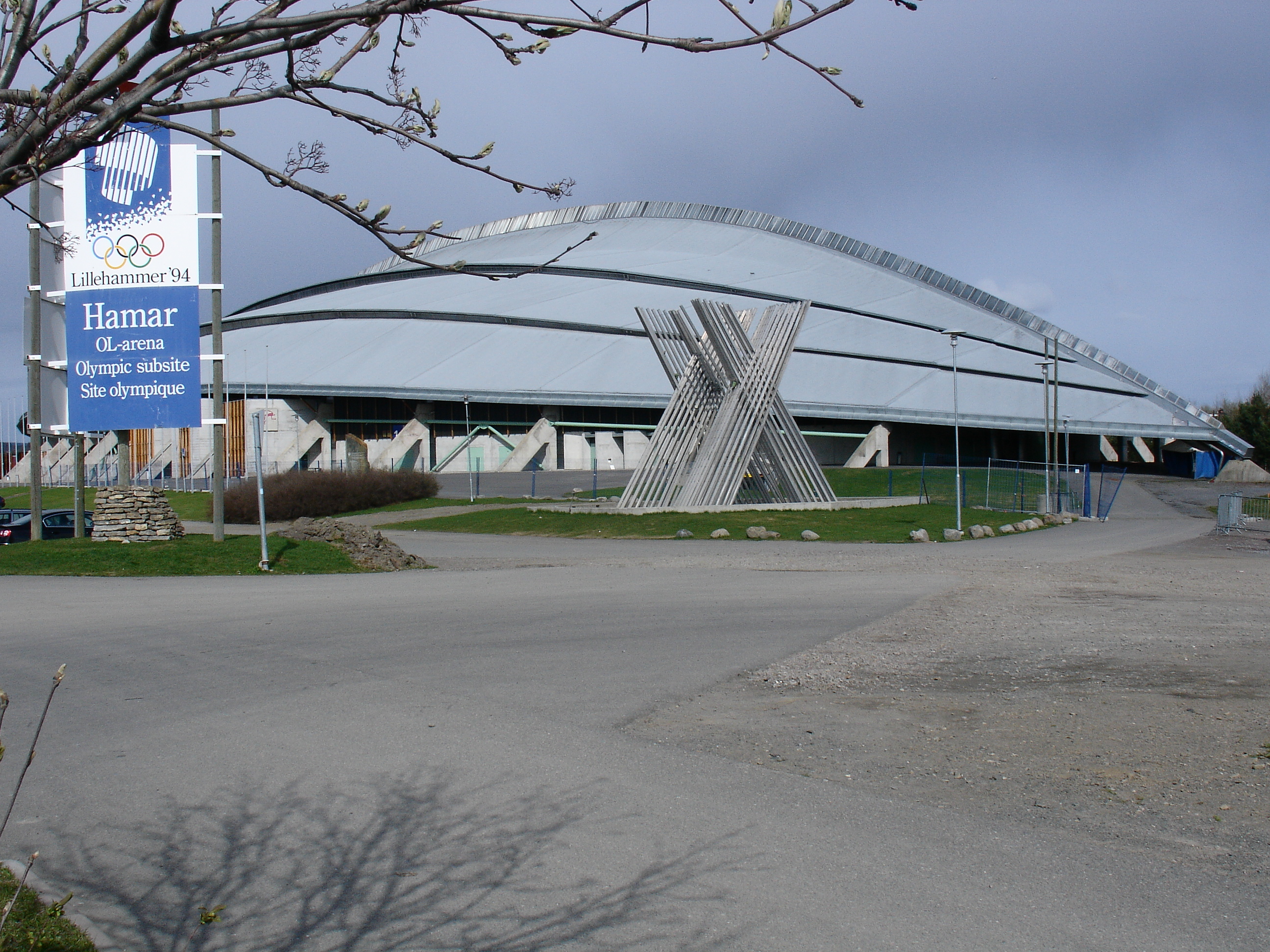
Das Wikingerschiff (Vikingskipet)

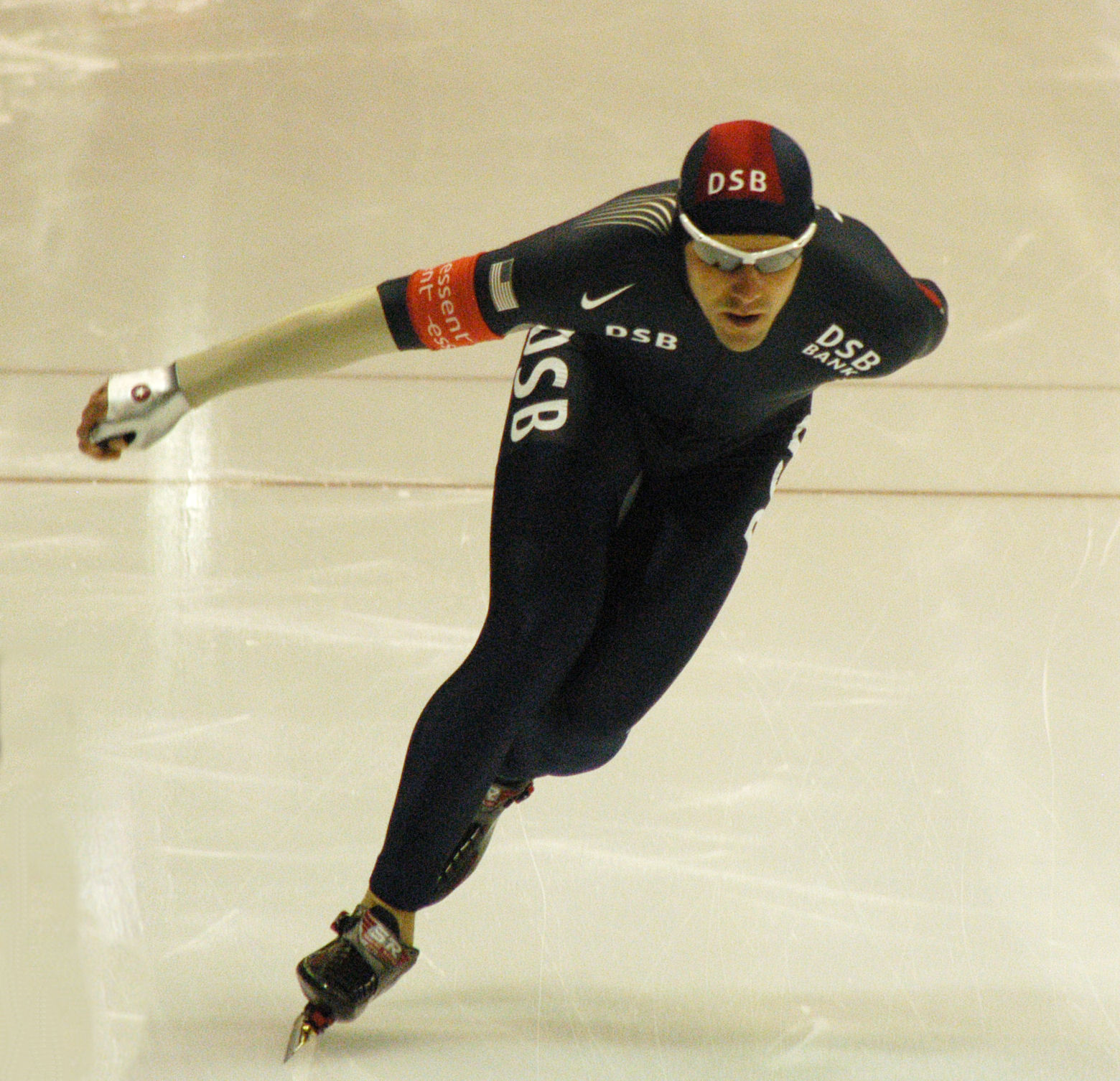
Mehrkampf-Weltmeister
Chad Hedrick

Die 98. Mehrkampfweltmeisterschaft (62. der Frauen) wurde vom 7. bis 8. Februar 2004 im norwegischen Hamar ausgetragen.

## Teilnehmende Nationen
- 48 Sportler aus 11 Nationen nahmen am Mehrkampf teil.

| Teilnehmende Nationen                          | Teilnehmende Nationen            | Teilnehmende Nationen                |
| ---------------------------------------------- | -------------------------------- | ------------------------------------ |
| Kanada Volksrepublik China Deutschland Italien | Japan Niederlande Norwegen Polen | Russland Schweden Vereinigte Staaten |

## Wettbewerb

### Frauen

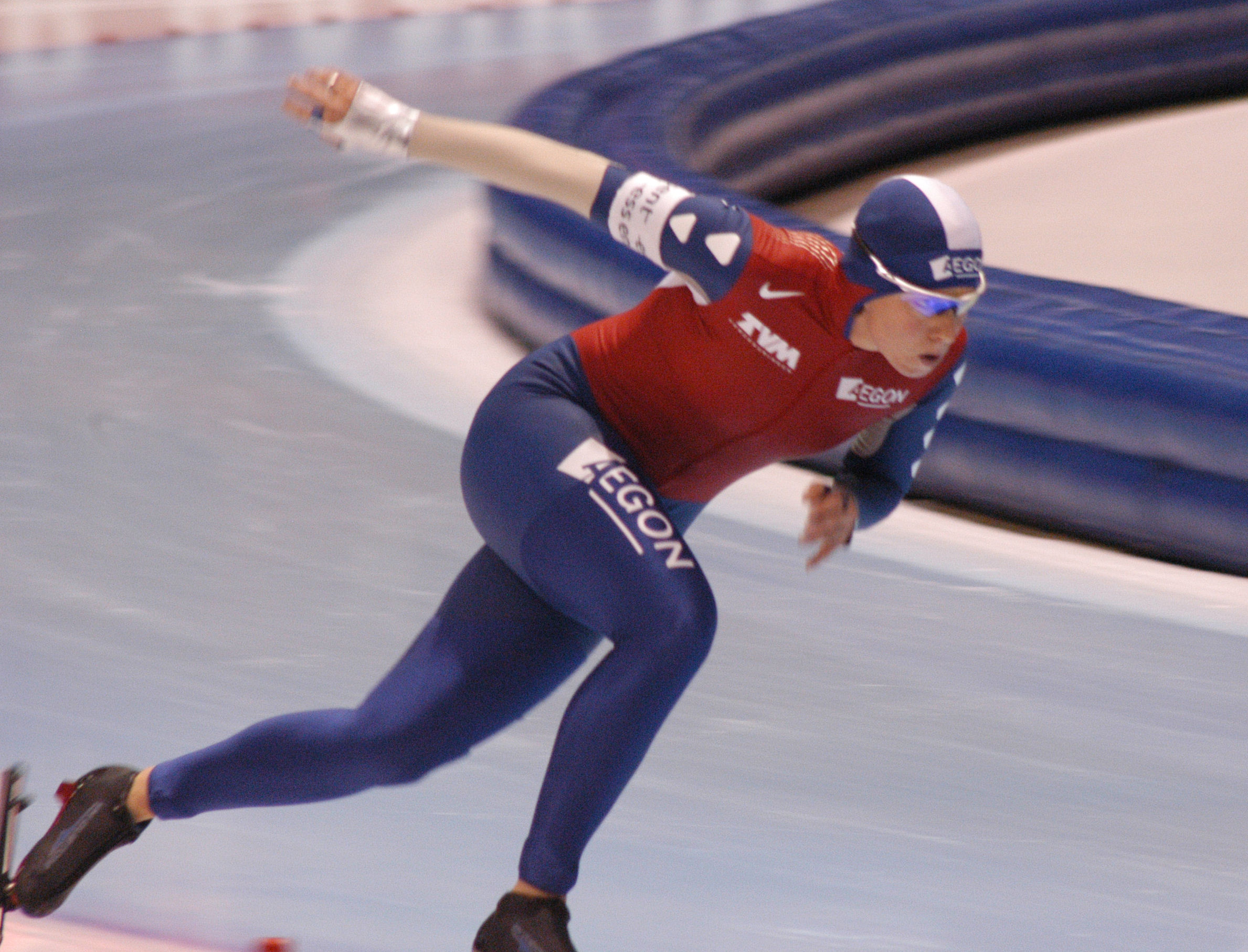
Mehrkampf-Weltmeisterin
Renate Groenewold

#### Endstand Kleiner-Vierkampf
- Zeigt die ersten zwölf Finalteilnehmerinnen der Mehrkampf-WM über 5.000 Meter.
  - Die Zahl in Klammern gibt die Platzierung je Einzelstrecke an, fett gedruckt die jeweils Schnellste.

| Rang | Name               | 500 Meter  | Pkt.  | 3.000 Meter  | Pkt.  | 1.500 Meter  | Pkt.  | 5.000 Meter  | Pkt.  | Gesamt- pkt. |
| ---- | ------------------ | ---------- | ----- | ------------ | ----- | ------------ | ----- | ------------ | ----- | ------------ |
| 1    | Renate Groenewold  | 40,26 (9)  | 40,26 | 4:04,58 (1)  | 40,76 | 1:57,48 (2)  | 39,16 | 7:03,90 (2)  | 42,39 | 162,573      |
| 2    | Claudia Pechstein  | 39,85 (5)  | 39,85 | 4:05,62 (3)  | 40,93 | 1:57,78 (3)  | 39,26 | 7:12,45 (5)  | 43,24 | 163,291      |
| 3    | Wieteke Cramer     | 39,40 (3)  | 39,40 | 4:07,60 (6)  | 41,26 | 2:00,06 (9)  | 40,02 | 7:12,30 (4)  | 43,23 | 163,916      |
| 4    | Jennifer Rodriguez | 38,74 (1)  | 38,74 | 4:13,73 (14) | 42,28 | 1:57,33 (1)  | 39,11 | 7:24,17 (11) | 44,41 | 164,555      |
| 5    | Eriko Ishino       | 40,28 (10) | 40,28 | 4:09,26 (7)  | 41,54 | 1:59,07 (6)  | 39,69 | 7:15,23 (7)  | 43,52 | 165,036      |
| 6    | Barbara de Loor    | 40,03 (7)  | 40,03 | 4:09,96 (8)  | 41,66 | 1:59,16 (7)  | 39,72 | 7:22,84 (10) | 44,28 | 165,694      |
| 7    | Gretha Smit        | 42,18 (24) | 42,18 | 4:05,25 (2)  | 40,87 | 2:02,02 (16) | 40,67 | 7:02,89 (1)  | 42,28 | 166,017      |
| 8    | Daniela Anschütz   | 40,30 (11) | 40,30 | 4:11,99 (9)  | 41,99 | 2:00,76 (12) | 40,25 | 7:16,70 (8)  | 43,67 | 166,221      |
| 9    | Maki Tabata        | 40,30 (11) | 40,30 | 4:12,71 (11) | 42,11 | 1:59,66 (8)  | 39,88 | 7:19,37 (9)  | 43,93 | 166,241      |
| 10   | Clara Hughes       | 42,07 (23) | 42,07 | 4:07,16 (4)  | 41,19 | 2:01,68 (15) | 40,56 | 7:06,30 (3)  | 42,63 | 166,453      |
| 11   | Olga Tarassowa     | 40,67 (14) | 40,67 | 4:12,75 (12) | 42,12 | 1:58,83 (5)  | 39,61 | 7:24,28 (12) | 44,42 | 166,833      |
| 12   | Catherine Raney    | 41,28 (20) | 41,28 | 4:12,09 (10) | 42,01 | 2:00,67 (10) | 40,22 | 7:13,62 (6)  | 43,36 | 166,880      |

#### 500 Meter
| Platz | Name               | Land                | Zeit  | Punkte |
| ----- | ------------------ | ------------------- | ----- | ------ |
| 1     | Jennifer Rodriguez | Vereinigte Staaten  | 38,74 | 38,74  |
| 2     | Anni Friesinger    | Deutschland         | 38,89 | 38,89  |
| 3     | Wieteke Cramer     | Niederlande         | 39,40 | 39,40  |
| 4     | Fei Wang           | Volksrepublik China | 39,81 | 39,81  |
| 5     | Claudia Pechstein  | Deutschland         | 39,85 | 39,85  |
| 5     | Nicola Mayr        | Italien             | 39,85 | 39,85  |
| 7     | Barbara de Loor    | Niederlande         | 40,03 | 40,03  |
| 8     | Warwara Baryschewa | Russland            | 40,20 | 40,20  |
| 9     | Renate Groenewold  | Niederlande         | 40,26 | 40,26  |
| 10    | Eriko Ishino       | Japan               | 40,28 | 40,28  |
|       |                    |                     |       |        |
| 11    | Daniela Anschütz   | Deutschland         | 40,30 | 40,30  |
| 19    | Lucille Opitz      | Deutschland         | 41,09 | 41,09  |

#### 3.000 Meter
| Platz | Name              | Land               | Zeit    | Punkte |
| ----- | ----------------- | ------------------ | ------- | ------ |
| 1     | Renate Groenewold | Niederlande        | 4:04,58 | 40,76  |
| 2     | Gretha Smit       | Niederlande        | 4:05,25 | 40,87  |
| 3     | Claudia Pechstein | Deutschland        | 4:05,62 | 40,93  |
| 4     | Clara Hughes      | Kanada             | 4:07,16 | 41,19  |
| 5     | Anni Friesinger   | Deutschland        | 4:07,56 | 41,26  |
| 6     | Wieteke Cramer    | Niederlande        | 4:07,60 | 41,26  |
| 7     | Eriko Ishino      | Japan              | 4:09,26 | 41,54  |
| 8     | Barbara de Loor   | Niederlande        | 4:09,96 | 41,66  |
| 9     | Daniela Anschütz  | Deutschland        | 4:11,99 | 41,99  |
| 10    | Catherine Raney   | Vereinigte Staaten | 4:12,09 | 42,01  |
|       |                   |                    |         |        |
| 13    | Lucille Opitz     | Deutschland        | 4:13,30 | 42,21  |

#### 1.500 Meter
| Platz | Name               | Land               | Zeit    | Punkte |
| ----- | ------------------ | ------------------ | ------- | ------ |
| 1     | Jennifer Rodriguez | Vereinigte Staaten | 1:57,33 | 39,11  |
| 2     | Renate Groenewold  | Niederlande        | 1:57,48 | 39,16  |
| 3     | Claudia Pechstein  | Deutschland        | 1:57,78 | 39,26  |
| 4     | Anni Friesinger    | Deutschland        | 1:58,23 | 39,41  |
| 5     | Olga Tarassowa     | Russland           | 1:58,83 | 39,61  |
| 6     | Eriko Ishino       | Japan              | 1:59,07 | 39,69  |
| 7     | Barbara de Loor    | Niederlande        | 1:59,16 | 39,72  |
| 8     | Maki Tabata        | Japan              | 1:59,66 | 39,88  |
| 9     | Wieteke Cramer     | Niederlande        | 2:00,06 | 40,02  |
| 10    | Catherine Raney    | Vereinigte Staaten | 2:00,67 | 40,22  |
|       |                    |                    |         |        |
| 12    | Daniela Anschütz   | Deutschland        | 2:00,76 | 40,25  |
| 19    | Lucille Opitz      | Deutschland        | 2:02,36 | 40,78  |

#### 5.000 Meter
| Platz | Name              | Land               | Zeit    | Punkte |
| ----- | ----------------- | ------------------ | ------- | ------ |
| 1     | Gretha Smit       | Niederlande        | 7:02,89 | 42,28  |
| 2     | Renate Groenewold | Niederlande        | 7:03,90 | 42,39  |
| 3     | Clara Hughes      | Kanada             | 7:06,30 | 42,63  |
| 4     | Wieteke Cramer    | Niederlande        | 7:12,30 | 43,23  |
| 5     | Claudia Pechstein | Deutschland        | 7:12,45 | 43,24  |
| 6     | Catherine Raney   | Vereinigte Staaten | 7:13,62 | 43,36  |
| 7     | Eriko Ishino      | Japan              | 7:15,23 | 43,52  |
| 8     | Daniela Anschütz  | Deutschland        | 7:16,70 | 43,67  |
| 9     | Maki Tabata       | Japan              | 7:19,37 | 43,93  |
| 10    | Barbara de Loor   | Niederlande        | 7:22,84 | 44,28  |

### Männer

#### Endstand Großer-Vierkampf
- Zeigt die zwölf Finalteilnehmer der Mehrkampf-WM über 10.000 Meter.
  - Die Zahl in Klammern gibt die Platzierung je Einzelstrecke an, fett gedruckt der jeweils Schnellste.

| Rang | Name             | 500 Meter  | Pkt.  | 5.000 Meter  | Pkt.  | 1.500 Meter  | Pkt.  | 10.000 Meter  | Pkt.  | Gesamt- pkt. |
| ---- | ---------------- | ---------- | ----- | ------------ | ----- | ------------ | ----- | ------------- | ----- | ------------ |
| 1    | Chad Hedrick     | 36,49 (5)  | 36,49 | 6:20,69 (2)  | 38,06 | 1:47,51 (5)  | 35,83 | 13:21,67 (2)  | 40,08 | 150,478      |
| 2    | Shani Davis      | 36,19 (3)  | 36,19 | 6:24,00 (4)  | 38,40 | 1:46,02 (1)  | 35,34 | 13:35,93 (5)  | 40,79 | 150,726      |
| 3    | Carl Verheijen   | 37,35 (16) | 37,35 | 6:20,61 (1)  | 38,06 | 1:47,42 (4)  | 35,80 | 13:17,86 (1)  | 39,89 | 151,110      |
| 4    | Enrico Fabris    | 36,75 (8)  | 36,75 | 6:23,67 (3)  | 38,36 | 1:47,80 (7)  | 35,93 | 13:29,59 (3)  | 40,47 | 151,529      |
| 5    | Mark Tuitert     | 36,04 (2)  | 36,04 | 6:28,31 (7)  | 38,83 | 1:46,28 (2)  | 35,42 | 13:44,79 (7)  | 41,23 | 151,536      |
| 6    | Tom Prinsen      | 37,09 (15) | 37,09 | 6:26,29 (5)  | 38,62 | 1:48,73 (9)  | 36,24 | 13:33,69 (4)  | 40,68 | 152,646      |
| 7    | KC Boutiette     | 36,69 (7)  | 36,69 | 6:32,88 (11) | 39,28 | 1:48,27 (8)  | 36,09 | 13:39,55 (6)  | 40,97 | 153,045      |
| 8    | Jewgeni Lalenkow | 35,78 (1)  | 35,78 | 6:38,36 (16) | 39,83 | 1:47,64 (6)  | 35,88 | 14:04,67 (11) | 42,23 | 153,729      |
| 9    | Iwan Skobrew     | 36,80 (10) | 36,80 | 6:33,89 (12) | 39,38 | 1:49,22 (11) | 36,40 | 13:45,38 (8)  | 41,26 | 153,864      |
| 10   | Johan Röjler     | 37,05 (13) | 37,05 | 6:31,19 (9)  | 39,11 | 1:50,08 (16) | 36,69 | 13:48,35 (9)  | 41,41 | 154,279      |
| 11   | Derek Parra      | 36,29 (4)  | 36,29 | 6:38,35 (15) | 39,83 | 1:47,38 (3)  | 35,79 | 14:10,20 (12) | 42,51 | 154,428      |
| 12   | Eskil Ervik      | 38,52 (24) | 38,52 | 6:27,54 (6)  | 38,75 | 1:50,03 (15) | 36,67 | 13:55,09 (10) | 41,75 | 155,704      |

#### 500 Meter
| Platz | Name             | Land                | Zeit  | Punkte |
| ----- | ---------------- | ------------------- | ----- | ------ |
| 1     | Jewgeni Lalenkow | Russland            | 35,78 | 35,78  |
| 2     | Mark Tuitert     | Niederlande         | 36,04 | 36,04  |
| 3     | Shani Davis      | Vereinigte Staaten  | 36,19 | 36,19  |
| 4     | Derek Parra      | Vereinigte Staaten  | 36,29 | 36,29  |
| 5     | Chad Hedrick     | Vereinigte Staaten  | 36,49 | 36,49  |
| 6     | Jan Friesinger   | Deutschland         | 36,61 | 36,61  |
| 7     | KC Boutiette     | Vereinigte Staaten  | 36,69 | 36,69  |
| 8     | Enrico Fabris    | Italien             | 36,75 | 36,75  |
| 9     | Li Changyu       | Volksrepublik China | 36,79 | 36,79  |
| 10    | Iwan Skobrew     | Russland            | 36,80 | 36,80  |
|       |                  |                     |       |        |
| 19    | Tobias Schneider | Deutschland         | 37,60 | 37,60  |

#### 5.000 Meter
| Platz | Name              | Land               | Zeit    | Punkte |
| ----- | ----------------- | ------------------ | ------- | ------ |
| 1     | Carl Verheijen    | Niederlande        | 6:20,61 | 38,06  |
| 2     | Chad Hedrick      | Vereinigte Staaten | 6:20,69 | 38,06  |
| 3     | Enrico Fabris     | Italien            | 6:23,67 | 38,36  |
| 4     | Shani Davis       | Vereinigte Staaten | 6:24,00 | 38,40  |
| 5     | Tom Prinsen       | Niederlande        | 6:26,29 | 38,62  |
| 6     | Eskil Ervik       | Norwegen           | 6:27,54 | 38,75  |
| 7     | Mark Tuitert      | Niederlande        | 6:28,31 | 38,83  |
| 8     | Jochem Uytdehaage | Niederlande        | 6:30,61 | 39,06  |
| 9     | Johan Röjler      | Schweden           | 6:31,19 | 39,11  |
| 10    | Arne Dankers      | Kanada             | 6:31,81 | 39,18  |
|       |                   |                    |         |        |
| 14    | Tobias Schneider  | Deutschland        | 6:35,60 | 39,56  |
| 21    | Jan Friesinger    | Deutschland        | 6:43,67 | 40,36  |

#### 1.500 Meter
| Platz | Name             | Land               | Zeit    | Punkte |
| ----- | ---------------- | ------------------ | ------- | ------ |
| 1     | Shani Davis      | Vereinigte Staaten | 1:46,02 | 35,34  |
| 2     | Mark Tuitert     | Niederlande        | 1:46,28 | 35,42  |
| 3     | Derek Parra      | Vereinigte Staaten | 1:47,38 | 35,79  |
| 4     | Carl Verheijen   | Niederlande        | 1:47,42 | 35,80  |
| 5     | Chad Hedrick     | Vereinigte Staaten | 1:47,51 | 35,83  |
| 6     | Jewgeni Lalenkow | Russland           | 1:47,64 | 35,88  |
| 7     | Enrico Fabris    | Italien            | 1:47,80 | 35,93  |
| 8     | KC Boutiette     | Vereinigte Staaten | 1:48,27 | 36,09  |
| 9     | Tom Prinsen      | Niederlande        | 1:48,73 | 36,24  |
| 10    | Matteo Anesi     | Italien            | 1:48,86 | 36,28  |
|       |                  |                    |         |        |
| 14    | Jan Friesinger   | Deutschland        | 1:49,51 | 36,50  |
| 20    | Tobias Schneider | Deutschland        | 1:51,18 | 37,06  |

#### 10.000 Meter
| Platz | Name           | Land               | Zeit     | Punkte |
| ----- | -------------- | ------------------ | -------- | ------ |
| 1     | Carl Verheijen | Niederlande        | 13:17,86 | 39,89  |
| 2     | Chad Hedrick   | Vereinigte Staaten | 13:21,67 | 40,08  |
| 3     | Enrico Fabris  | Italien            | 13:29,59 | 40,47  |
| 4     | Tom Prinsen    | Niederlande        | 13:33,69 | 40,68  |
| 5     | Shani Davis    | Vereinigte Staaten | 13:35,93 | 40,79  |
| 6     | KC Boutiette   | Vereinigte Staaten | 13:39,55 | 40,97  |
| 7     | Mark Tuitert   | Niederlande        | 13:44,79 | 41,23  |
| 8     | Iwan Skobrew   | Russland           | 13:45,38 | 41,26  |
| 9     | Johan Röjler   | Schweden           | 13:48,35 | 41,41  |
| 10    | Eskil Ervik    | Norwegen           | 13:55,09 | 41,75  |